# 格奥尔格·拉默斯
格奥尔格·拉默斯（德語：Georg Lammers，1905年4月14日—1987年3月17日），德国男子田径运动员。他曾代表德国参加1928年夏季奥林匹克运动会田径比赛，获得一枚银牌和一枚铜牌。